# Ploska, Rujîn
Ploska (în ucraineană Плоска) este o comună în raionul Rujîn, regiunea Jîtomîr, Ucraina, formată numai din satul de reședință.

## Demografie
Componența lingvistică a comunei Ploska
     Ucraineană (99,47%)
     Alte limbi (0,53%)
Conform recensământului din 2001, majoritatea populației comunei Ploska era vorbitoare de ucraineană (99,47%), existând în minoritate și vorbitori de alte limbi.